# Koroun
Koroun (Hydrodamalis) je vyhynulý rod mořských savců z řádu sirén a čeledi dugongovití. Zahrnuje celkem tři druhy: koroun bezzubý (Hydrodamalis gigas), Hydrodamalis cuestae a sporný taxon Hydrodamalis spissa. Za sesterský taxon rodu Hydrodamalis je považován fosilní rod Dusisiren, společně tyto dva rody tvoří podčeleď korouni (Hydrodamalinae).
Koroun bezzubý byl jediným členem rodu, jenž přežil do holocénu, a přestože se v severním Pacifiku dříve hojně vyskytoval, do poloviny 17. století byl jeho areál výskytu omezen na jedinou izolovanou populaci v blízkosti Komandorských ostrovů. Lidmi byl pronásledován pro maso, kůži i tuk a vyhynul 27 let od objevení. Druhy cuestae a spissa vyhynuly již na konci pliocénu v důsledku nástupu doby ledové a následnému úbytku mořských řas - jejich hlavního zdroje potravy.